# 莊鼎元
莊鼎元（?—?），福建省福州府閩縣人，清朝政治人物、同進士出身。
光緒三年（1877年），参加丁丑科殿試，登進士三甲第64名。同年五月，授戶部郎中。